# Ni Zhiliang
Ni Zhiliang (chiń. 倪志亮; ur. 1900, zm. 1965) – pierwszy ambasador Chińskiej Republiki Ludowej w Pjongjangu (Koreańska Republika Ludowo-Demokratyczna). Pełnił tę funkcję w okresie od sierpnia 1950 do marca 1952 roku.